# Marcin Grygowicz
Marcin Grygowicz (ur. 25 lutego 1973) – polski koszykarz, występujący na pozycjach rzucającego obrońcy lub niskiego skrzydłowego, dwukrotny mistrz polski ze Śląskiem Wrocław, po zakończeniu kariery zawodniczej trener koszykówki, obecnie trener Weegree AZS-u Politechniki Opolskiej.
Jego ojciec także grał w koszykówkę. Przeszedł przez wszystkie kategorie wiekowe w klubie Śląska Wrocław od 12 roku życia.
14 maja 2021 został trenerem Weegree AZS-u Politechniki Opolskiej.

## Osiągnięcia

### Zawodnicze
- Mistrz Polski (1993, 1994)

### Trenerskie
Trener główny
- Awans do najwyższej klasy rozgrywkowej PLK z Sportino Inowrocław (2008)
- Brąz mistrzostw Polski juniorów (2006)[3]

Asystent trenera
- Mistrzostwo:
  - Mistrzostwo Polski kobiet (2009)
  - juniorów starszych (2005)[3]
- Wicemistrzostwo Polski (2011)[1]
- Brąz mistrzostw Polski (2021)[4]
- Finał:
  - Pucharu Polski kobiet (2009)
  - Superpucharu Polski kobiet (2008)